# U (transnetuniano)
U é a designação provisória para um possível objeto que foi detectado pelo telescópio ALMA, durante uma pesquisa para objetos subestelares no sistema Alpha Centauri — que é o sistema estelar mais próximo que existe do sistema solar. Considerando a sua velocidade, faz parte do nosso sistema solar e sua distância atual seria de 14 biliões de km. Entretanto, é necessária uma observação mais detalhada para conhecer a sua órbita.
Em imagens captadas em 7 de julho de 2014 (343,5 GHz) e 2 de maio de 2015 (445 GHz), os pesquisadores descobriram uma fonte de infravermelho distante localizado a 5,5 segundos de arco de α Cen AB. Com base no seu movimento próprio, acreditava-se à primeira vista, uma parte do sistema Alpha Centauri. Uma análise posterior, no entanto, verificou que o objeto deve estar mais perto do sistema solar, e que pode ser ligado gravitacionalmente ao Sol. Os pesquisadores sugerem que o objeto pode ser um objeto transnetuniano extremo localizado além de 100 UA (15 bilhões de quilômetros) de distância, uma superterra em torno de 300 UA (45 bilhões de quilômetros), ou uma anã marrom situada em torno de 20.000 UA (3,0 trilhões de quilômetros).
A pesquisa foi publicada no arXiv em dezembro de 2015, mas posteriormente foi retirada devido a necessidade de um estudo mais aprofundado. Observações adicionais da detecção de 343,5 GHz não poderia ser feito, enquanto a detecção de 445 GHz, foi confirmada com índice superior a 12σ. Um único ponto de dados, no entanto, é insuficiente para uma análise apropriada, e outras observações devem ser feitas para determinar melhor a natureza deste objeto e sua órbita.
Outros astrônomos expressaram ceticismo sobre essa afirmação. Mike Brown acredita que é estatisticamente improvável para um novo objeto do Sistema Solar a ser acidentalmente observado em campo de visão extremamente estreito do ALMA, enquanto Bruce Macintosh sugere que as detecções podem ser artefatos introduzidos devido à calibração do métodos do ALMA.